# Зграда са казанџијским радионицама у Нишу
Зграда са казанџијским радионицама у Нишу је приземни објекат који се налази у Казанџијском сокачету, у Копитаревој бр. 9. 
Зграда је подигнута 1850. године по наруџбини Златка Златковића, трговца и занатлије, који је ту отворио кујунџијску радионицу.

## Архитектура
Грађена је у бондруку. Уклањањем ћепенака и постављањем прозора ово здање временом мења спољашњи изглед. Цела зграда је са подом од набијене земље, док су таванице од дасака закованих за греде и нису свуда у истој мери очуване. Кров који се наставља на низ још неколико занатских радњи покривен је ћерамидом. Иако се зграда не истиче значајнијим архитектонско-ликовним вредностима и представља скромнији облик градње у овом периоду, њен историјски значај није занемарљив. 
Две просторије овог здања купио је казанџија Радомир Ђорђевић од потомака Златка Златковића, док су три просторије различите величине продате Славољубу Величковићу.

## Споменик културе
Зграда са казанџијским радионицама у Нишу спада у Непокретна културна добра на територији општине Медијана, града Ниша. На основу одлуке Извршног савета Скупштине општине Ниш, 1986. године уписана је у регистар Завода за заштиту споменика културе у Нишу и заведена је као непокретно културно добро: споменик културе.